# Michael Stelzer
Michael Stelzer ist ein deutscher Regisseur, Produzent und Drehbuchautor.

## Leben
Stelzer war Regie-Student des ersten Jahrganges an der Filmakademie Baden-Württemberg. Nach dem Studium wurde er Gründungsmitglied der Young Guns, einem Label der Roman Kuhn Filmproduktion, welches jungen und talentierten Regisseuren den Eintritt in die Werbefilmbranche bot.
Während des Internetbooms gründete er seine eigene Werbefilmproduktion, die Dicke Helden Film GmbH (1999–2005). Neben Werbe- und Imagefilmen, z. B. für Reebok und L’Oréal, produzierte er auch interaktive Bewegtbild-Formate. Darunter auch Deutschlands ersten interaktiven Spielfilm Jack Point Jack, der in Zusammenarbeit mit der T-Online GmbH entstand. Premiere hatte der Film während der CeBIT 2002 auf dem Breitband-Portal T-Online Vision (heute Videoload). In dem Film waren alle Interaktions- und Kommunikationsmöglichkeiten des T-Online-Portals integriert und nahmen somit die spätere Entwicklung von Branded-Entertainment-Formaten vorweg.
Seit 2003 ist Stelzer als Regisseur auch für das Fernsehen tätig. 2008 wurde die RTL-Comedyserie Geile Zeit, bei der er Regie führte, für den International Emmy Award nominiert.

## Filmografie (Auswahl)
- 1995 Chip Connection, Kurzfilm
- 1996 Little Hollywood, Regie, Produzent, Kurzfilm
- 2000 Gian Carlo Menotti: Maestro of Two Worlds – Produzent, Dokumentarfilm
- 2002 Jack Point Jack: An Interactive Movie –  Regie, Produzent, Buch, Kurzfilm
- 2002 Axel! – Regie, TV-Serie bei SAT.1
- 2005 Zack! Comedy nach Maß – Regie, TV-Serie
- 2006 Sechserpack – Regie, TV-Serie bei SAT.1
- 2006 Olm unterwegs – Regie, TV-Serie bei ProSieben
- 2007 Geile Zeit – Regie, TV-Serie bei RTL
- 2008 Check It Out – Regie, Produzent, Buch, SAT.1 Comedy
- 2011 Zombie Apocalypse – 2nd Unit Director, TV-Movie
- 1996 bis heute Werbe- und Imagefilme